# 洛巴托
洛巴托（葡萄牙語：Lobato）是一個位於巴西南部巴拉那州的市鎮，海拔450公尺，始建於1956年7月31日，距離首府庫里奇巴約480公里，毗鄰的市鎮有科洛拉多、圣菲、弗洛里達、阿塔拉亞、乌尼夫洛尔、南克魯賽羅和帕拉纳西蒂。現任市長為塔尼亞·馬丁斯·科斯塔（Tânia Martins Costa）。

## 行政區劃
巴西地理統計局原本使用中區、小區等兩個區劃做為資料統計之用，2017年改制為中級地理區和直接地理區。洛巴托原屬於東南巴拉那中區（Sudeste Paranaense）下的南聖馬特烏斯小區（São Mateus do Sul），改制後則屬馬林加（Maringá）中級地理區下的帕拉納西蒂-科洛拉多（Paranacity - Colorado）直接地理區。

## 地理與氣候
洛巴托周邊地區的植被主要是常綠林，平均每平方公里人口僅16人。該地區的氣候屬海洋性气候，年均溫是16℃。最熱的月份是一月，月均溫20℃，最冷的是七月，溫度是10℃。年平均降雨量為2,291毫米。雨量最多的月份是6月，降雨量為393毫米，最少的是8月，降雨量為80毫米。

## 經濟

### 生產總值
巴西地理統計局2008年統計，洛巴托年生產總值為98,687,520雷亞爾，人均GDP為2,254,684雷亞爾。

### 人類發展指數
根據2000年聯合國開發計劃署的資料，洛巴托的人類發展指數為0.795，屬於中度發展。

## 人口
根據巴西地理統計局於2018年的估計，洛巴托共有4,755人，面積240.904平方公里，平均人口密度為19.74人/km2。

## 外部鏈結
- 全國市鎮聯合會 （页面存档备份，存于）
- GeoNames上有關洛巴托的資料 （页面存档备份，存于）
- 洛巴托市官方網站 （页面存档备份，存于）